# Утта (река)
У́тта или О́тта (норв. Otta) — река в норвежской фюльке Иннландет, протекает по территории коммун Шок, Лом, Вого и Сель. Правый и крупнейший приток реки Логен. Длина — 147 километров, а площадь водосборного бассейна — 4011 км².
Река вытекает из озера Дьюпватн на высоте 1016 метров над уровнем моря и течёт преимущественно на восток и юго-восток.
Крупнейшим притоком Утты является река Бёвра (норв. Bøvra), впадающая в неё справа в коммуне Лом.
На реке расположены водопады Поллфоссен (норв. Pollfossen, 81 м), Хёгфоссен (норв. Høgfossen, 98 м), Офоссен (норв. Ofossen, 23 м) и Эйдефоссен (норв. Eidefossen, 11 м).